# Max Bothner
Max Bothner (* 1. Juli 1909 in Aschaffenburg; † 4. Januar 1981) war ein deutscher Politiker (SPD).
Bothner besuchte die Volkshauptschule und machte anschließend die Lehre zum Textilkaufmann in Aschaffenburg. Am 5. Oktober 1939 beantragte er die Aufnahme in die NSDAP und wurde zum 1. Januar 1940 aufgenommen (Mitgliedsnummer 7.791.795). Nach Ende des Ersten Weltkriegs begann er seine politische Laufbahn bei der Sozialistischen Arbeiterjugend, auch in die deutsche Gewerkschaftsbewegung stieg er ein. Von 1926 an war er im bayerischen Polizeidienst, tätig und besuchte parallel dazu eine Reihe von Polizeischulen. Im Zweiten Weltkrieg führte er eine Gebirgsjägereinheit, war zuletzt Hauptmann und wurde dabei dreimal verwundet. Nach seiner Entlassung aus der jugoslawischen Kriegsgefangenschaft studierte er Rechtswissenschaften und kehrte in den Polizeidienst zurück, dort wurde er auch Polizeirat im Präsidium der Bayerischen Landpolizei. Ferner saß er im Vorstand einer Fachabteilung der Gewerkschaft ÖTV und im Bezirksbeamtenausschuss Bayern. Von 1958 bis 1966 gehörte er dem Bayerischen Landtag an. 1970 saß er noch einmal für zwei Monate im Parlament, als Nachrücker für Luise Haselmayr.